# Building Bombs
Building Bombs er en amerikansk dokumentarfilm fra 1990 af Mark Mori og Susan J. Robinson.